# Wahlenbergia
- Commons
- Wikispecies

Wahlenbergia é um gênero botânico pertencente à família Campanulaceae.